# Гельм, Клементина
Клементина Гельм (9 октября 1825, Делич, Саксония — 26 ноября 1896, Берлин) — немецкая писательница для детей и юношества.

## Биография
Клементина Гельм родилась в семье купца в Деличе. Она рано потеряла родителей и получила образование в доме своего дяди, школьного советника Вайса в Мерзебурге. Позже она жила со своим дядей, минералогом Христианом Самуэлем Вейсом в Берлине. Там она посещала королевское училище имени Луизы, где получила образование воспитателя. В 1847 году она вышла замуж за геолога и палеонтолога Генриха Эрнста Бейриха, с которым она также усыновила дочь своей покойной сестры.
Клементина Гельм была одной из самых успешных детских писателей во второй половине 19-го века. Она написала около 40 романов для девочек. Её самая известная работа — «Backfischchens Leiden und Freuden» 1863 года, которая с большой любовью рассказывает историю 15-летней Греты, которую привозят к её тёте в Берлин, чтобы получить подходящее образование.
В 1895 году она и Фрида Шанц  начали издавать «Альманах молодых девушек». Поскольку Гельм умерла в следующем году, Шанц продолжала проект в одиночку до 1904 года.
Клементина Гельм умерла всего через несколько месяцев после смерти своего мужа в 1896 году в возрасте 71 года. Её могила находилась на кладбище Старых Двенадцати Апостолов в Берлине-Шёнеберг и была позже очищена. 2 сентября 2018 года по инициативе протестантской церкви был установлен новый мемориальный камень на месте бывшей могилы.